# Präludium und Fuge es/dis-Moll BWV 853 (Das Wohltemperierte Klavier, I. Teil)
Das Präludium in es-Moll und die Fuge in dis-Moll, BWV 853, bilden ein Werkpaar im 1. Teil des Wohltemperierten Klaviers, einer Sammlung von Präludien und Fugen für Tasteninstrumente von Johann Sebastian Bach.

## Präludium
Dieses Präludium ist eines der widersprüchlichsten Stücke von Bach. Schon bei der Tempowahl gehen die Meinungen weit auseinander. Paul Badura-Skoda schlägt 54-60 Schläge pro Minute (BPM) für halbe Noten vor, was eine Spieldauer von etwa zwei Minuten bedeuten würde. Carl Czerny schreibt ein etwas langsameres Tempo vor, mit 100 BPM für die Viertelnoten. Hermann Keller notiert 44 BPM für halbe Noten. Keith Jarrett (Klavier) benötigt 3:25 Minuten, Ton Koopman (Cembalo) 4:20 Minuten.
Die fast durchgängigen Akkorde mit halben Noten scheinen auf ein langsames, sarabandenartiges Tempo hinzuweisen. Andererseits sprechen die Hemiolen in den Takten 18/19 und 27/28 gegen ein allzu langsames Zeitmaß. Die Mitte des Stücks ist mit der zweistimmigen Stelle in Takt 20-22 deutlich gekennzeichnet.
Auffallend ist der langsame Wechsel der Harmonik. In den ersten 13 Takten ändert die Harmonie nur einmal pro Takt! Harmonische Überraschungen bieten der Trugschluss in Takt 29 sowie die Kadenz in Takt 36/37, die auf einen Septakkord endet.
H. Keller beschreibt das es-Moll-Präludium als „das erste Notturno der Klaviermusik, ein Nachtstück mit der Klarheit der Sternennacht.“

## Fuge
Es stellt sich die Frage, warum Bach auf ein Präludium in es-Moll eine Fuge in dis-Moll folgen lässt. Philipp Spitta weist darauf hin, dass die Fuge ursprünglich in d-moll stand und dann um einen Halbton nach oben versetzt wurde.
Diese Fuge gehört zu den „gelehrtesten“ des gesamten Wohltemperierten Klaviers. Sie ist zwar als dreistimmig angekündigt, doch im Anschluss an die Exposition erfolgt in Takt 12 ein überzähliger Themeneinsatz in der Unterstimme, so als ob die Fuge vierstimmig werden sollte. Das Thema wird zu zahlreichen kontrapunktischen Kunstgriffen verwendet: Die erste Engführung des Themas tritt in Takt 19 auf, sodann die erste Umkehrung in Takt 30. Eine letzte Steigerung erfolgt in der letzten Durchführung ab Takt 62. Hier erscheint das vergrößerte Thema – zum einzigen Mal im 1. Teil des Wohltemperierten Klaviers – in doppelten Notenwerten, und wird gleichzeitig in seiner normalen Größe sowohl in gerader wie in umgekehrter Bewegung als Kontrapunkt eingesetzt.
Zum Rhythmus: Ein Reiz des Themas liegt in seiner rhythmischen Vieldeutigkeit; es lässt sich zwanglos auch im 3/4-Takt notieren, mit der ersten Note als Auftakt. In einer rhythmisch geänderten Form, mit punktierten Notenwerten, erscheint das Thema in Takt 24-27, in der Umkehrung sodann in Takt 48-51.
Als Richard Wagner 1878 das Präludium von Joseph Rubinstein (1847–1884) gespielt hörte, soll er gesagt haben: „Das spiele ich noch mondscheinartiger, da hört der Dämmer bei mir gar nicht auf.“ Und zur Fuge berichtet Cosima: „Die Fuge darauf hält Richard für das Merkwürdigste; sie sei äußerst kunstvoll und dabei so stimmungsvoll; ‚was sind da für Engführungen, Augmentationen, und welche Akzente‘. Sie sei für ihn der Inbegriff der Fuge.“